# Петко Прокопиев
Петко Стайков Прокопиев е български офицер, генерал-полковник.

## Биография
Роден е на 13 април 1941 г. в Стрелча. От 1959 г. до 1964 г. учи в Народното военно общовойсково училище във Велико Търново мотострелкови профил. Службата му започва като командир на разузнавателен взвод в мотострелковия полк в Хасково. След това става командир на рота в същия полк и е повишен в звание старши лейтенант. През 1974 г. завършва Военната академия „Фрунзе“ в Москва, а през 1980 г. – Академията на Генералния щаб на СССР. След като завършва Военната академия „Фрунзе“, е назначен за помощник-началник на отдел в Оперативното управление на Командване на Сухопътните войски. От 1982 г. е началник на отдел в Оперативното управление на Командването. През 1985 г. е назначен за началник на Оперативния отдел на първа армия. Остава на този пост до 1987 г., когато е назначен за началник-щаб на първа армия. От 1990 г. е генерал-майор, а от 1994 г. – генерал-полковник. От 1 септември 1991 г. е началник-щаб на Сухопътните войски, а от 1992 е първи заместник-началник на Генералния щаб на българската армия. На 26 юни 1996 г. е освободен от длъжността първи заместник-началник на Генералния щаб на Българската армия и назначен за главен инспектор на Министерството на отбраната. На 23 декември 1999 г. е освободен от длъжността главен инспектор на Министерството на отбраната. На 7 юли 2000 г. е освободен от кадрова военна служба. От 2001 до 2005 г. е председател на Централния съвет на Съюза на офицерите и сержантите от запаса и резерва. През 2017 г. е награден с орден „Свети Георги“ – I степен. Почетен гражданин на Стрелча от 2012 г. Награждаван е с нагръден знак „За вярна служба под знамената“ – I ст. Почива на 8 януари 2022 г. в гр. София.

## Военни звания
- Генерал-майор (1990)
- Генерал-полковник (1994)